# Promachus binghamensis
Promachus binghamensis är en tvåvingeart som beskrevs av Ricardo 1921. Promachus binghamensis ingår i släktet Promachus och familjen rovflugor.
Artens utbredningsområde är Sikkim. Inga underarter finns listade i Catalogue of Life.